# Liste der Einträge im National Register of Historic Places im Sullivan County (Missouri)

Lage des Sullivan Countys in Missouri

Die Liste der Einträge im National Register of Historic Places im Sullivan County in Missouri führt alle aktuellen Bauwerke und historischen Stätten im Sullivan County auf, die in das National Register of Historic Places aufgenommen wurden.
| [ 3 ] | Name                                                   | Bild | Eintragsdatum        | Lage                                                                                      | Ort        | Beschreibung |
| ----- | ------------------------------------------------------ | ---- | -------------------- | ----------------------------------------------------------------------------------------- | ---------- | ------------ |
| 1     | Camp Ground Church and Cemetery                        |      | 1985 ID-Nr. 85002483 | Westlich von Milan 40° 10′ 38″ N, 93° 18′ 39″ W                                           | Milan      |              |
| 2     | Green City Presbyterian Church                         |      | 2000 ID-Nr. 00000086 | 4th Street 40° 16′ 7″ N, 92° 57′ 10″ W                                                    | Green City |              |
| 3     | Green City Railroad Depot                              |      | 1999 ID-Nr. 98001610 | 202 Lincoln Street 40° 16′ 1″ N, 92° 57′ 11″ W                                            | Green City |              |
| 4     | Henry Cemetery                                         |      | 2005 ID-Nr. 05001472 | Östliche Seite der Route Z, rund eine Meile südlich von Reger 40° 7′ 43″ N, 93° 11′ 55″ W | Reger      |              |
| 5     | Milan Railroad Depot                                   |      | 1996 ID-Nr. 95001493 | East 3rd Street und Short Street 40° 12′ 9″ N, 93° 6′ 56″ W                               | Milan      |              |
| 6     | Quincy, Omaha and Kansas City Railroad Office Building |      | 1992 ID-Nr. 91001917 | 117 North Water Street 40° 12′ 9″ N, 93° 7′ 25″ W                                         | Milan      |              |